# Паисий Великий
Паи́сий Великий (греч. Παΐσιος; IV век) — египетский авва, христианский святой, почитаемый в лике преподобных. Ему приписывают дар прозорливости и чудотворений. Память совершается в Православной церкви 19 июня (по юлианскому календарю).

## Биография
Паисий родился в IV веке в Египте. Рано потеряв родителей, был посвящён в церковные клирики, а в позднее принял монашеский постриг в одном из египетских скитов. Духовным наставником Паисия был авва Памва.
После смерти своего учителя Паисий удалился вглубь пустыни, где в пещере стал вести жизнь аскета и собрал вокруг себя много последователей. Согласно житию, однажды во время молитвы он был поднят на небо и увидел «прекрасные райские селения, преисполненные неизреченного света и веселия, увидел также и церковь первенствующих и вечно торжествующих, сподобившись здесь причаститься невещественной пищи Божественных Тайн».
Скончался Паисий в начале V века в глубокой старости, был погребён в основанном им монастыре. Вскоре после смерти мощи Паисия были перенесены Исидором Пелусиотским в Писидию (Малая Азия) вместе с мощами святого Павла.

## Память
Первое житие Паисия было написано Иоанном Коловом (V век) и содержит — кроме описания жизни подвижника — первое упоминание истории семи отроков Эфесских.